# آندریا لیسوزو
آندریا لیسوزو (انگلیسی: Andrea Lisuzzo؛ زادهٔ ۲۶ ژانویهٔ ۱۹۸۱) بازیکن فوتبال اهل ایتالیا است.
از باشگاه‌هایی که در آن بازی کرده‌است می‌توان به باشگاه فوتبال اسپتزیا، باشگاه فوتبال فوجا، باشگاه فوتبال پیزا، باشگاه فوتبال نووارا، و باشگاه فوتبال پالرمو اشاره کرد.